# Moacir Silva Arantes
Moacir Silva Arantes (ur. 3 czerwca 1969 w Itapecerica) – brazylijski duchowny katolicki, biskup pomocniczy Goiânia w latach 2016–2020, biskup diecezjalny Barreiras od 2021.

## Życiorys
Święcenia kapłańskie przyjął 14 sierpnia 1999 i został inkardynowany do diecezji Divinópolis. Pracował głównie jako duszpasterz parafialny, był także m.in. rektorem diecezjalnych seminariów oraz koordynatorem duszpasterstwa powołań.
11 maja 2016 papież Franciszek mianował go biskupem pomocniczym archidiecezji Goiânia oraz biskupem tytularnym Tituli in Numidia. Sakry udzielił mu 13 sierpnia 2016 biskup José Belvino do Nascimento. 21 października 2020 roku papież Franciszek mianował go biskupem diecezjalnym Barreiras. Ingres do katedry w Barreiras odbył 2 stycznia 2021.